# 斯維里迪夫卡 (日托米爾州)
50°57′14″N 29°23′7″E / 50.95389°N 29.38528°E
斯維里迪夫卡（羅馬化：Svyrydivka）是烏克蘭北部的村莊，隸屬日托米爾州的科羅斯滕區。該村始建於1899年，面積0.73平方公里，海拔高度176米，2001年人口85，人口密度每平方公里116.44人。